# Samuel Capricornus

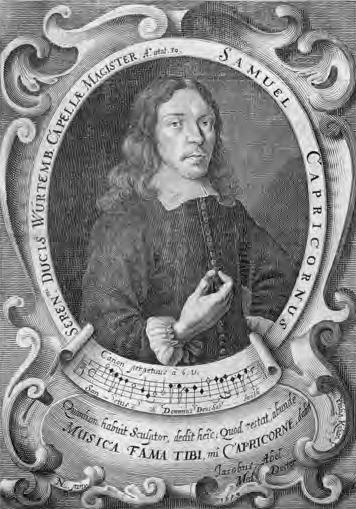
Seren. Ducis Wurtemb. Capellae Magister Samuel Capricornus

Samuel Friedrich Capricornus, eigentlich Samuel Friedrich Bockshorn (* 21. Dezember 1628 in Žerčice bei Mladá Boleslav; † 10. November 1665 in Stuttgart), war ein böhmischer Kapellmeister und Komponist.

## Leben
Samuel Capricornus’ Vater war evangelischer Pfarrer, der mit seiner Familie aus Furcht vor der Gegenreformation nach Preßburg im damaligen Königreich Ungarn floh. Nach seiner Gymnasialzeit in Sopron (Ödenburg) studierte Capricornus zwischen 1643 und 1646 Sprachen und Theologie in Schlesien, danach kam er als Musiker an den kaiserlichen Hof in Wien. Dort lernte er die Musik von Giovanni Valentini und Antonio Bertali kennen. Nach einem kurzen Aufenthalt in Reutlingen war er zwei Jahre als Privatmusiklehrer in Preßburg angestellt, von 1651 bis 1657 war er als Musikdirektor in verschiedenen Kirchen und als Musiklehrer an einem Gymnasium der Stadt tätig.
Im Mai 1657 erhielt er die Stelle des Hofkapellmeisters an der Hofkapelle Stuttgart, die er bis zu seinem Ableben innehatte. Seine Amtszeit am Württembergischen Hof war von einem erbitterten Streit mit Philipp Friedrich Böddecker, dem Organisten der Stiftskirche überschattet, da dieser sich bei der Besetzung des Kapellmeisterpostens übergangen fühlte und daraufhin die Hofmusiker gegen Capricornus aufwiegelte und seine Kompositionen kritisierte. Von 1661 bis 1665, dem Todesjahr Capricornus, war Johann Fischer sein Schüler.
Capricornus war ein produktiver Komponist, er schuf Werke nahezu aller Gattungen und gilt als einer der Hauptvertreter des begleiteten Liedes in seiner Zeit. Außerdem trug er in der Übergangszeit zwischen Heinrich Schütz und Johann Sebastian Bach zur Entwicklung des geistlichen Konzerts und der Kantate bei. Seine Werke waren schon zu Lebzeiten als Drucke sowie als Handschriften weit verbreitet.

## Werke (Auswahl)
- O Traurigkeit! O Herzeleyd!Adeste omnes fideles, Edition Musica Poetica, St. Peter-Ording 2008
- Audio Domini Deus meus. Cornetto-Verlag, Stuttgart 2008.
- Beati immaculati in via. Cornetto-Verlag, Stuttgart 2008.
- Ciacona für Violine, Viola da gamba und B.c.. Cornetto-Verlag, Stuttgart 2006.
- Continutiatio theatri musici. Bencard, Würzburg 1669.
- Deus docuisti me. Cornetto-Verlag, Stuttgart 2003.
- Geistliche Concerten. Endter, Nürnberg 1658. Faksimile: Cornetto-Verlag, Stuttgart.
- Geistlicher Concerten ander Theil. Stuttgart 1665. Faksimile:  Cornetto-Verlag, Stuttgart. (urn:nbn:de:bsz:24-digibib-bsz3838650423, Digitalisat der Erstausgabe bei der WLB Stuttgart).
- Erster Theil Geistlicher Harmonien. Johann Weyrich Rösslin, Stuttgart 1659.
- Ander Theil Geistlicher Harmonien. Johann Weyrich Rösslin, Stuttgart 1660.
  - Das ist meine Freude. Berliner Chormusik-Verlag/Edition Musica Rinata, Ditzingen 2000.
  - Ich habe den Herrn. Cornetto-Verlag, Stuttgart 2004.
- Geistliche Harmonien Teil 3:
- Dritter Theil Geistlicher Harmonien. Johann Weyrich Rösslin, Stuttgart 1664.
  - Es stehe Gott auf. Edition Musica Rinata, Ditzingen 2002.
  - Ich bin schwarz, aber gar lieblich. Carus-Verlag, Leinfelden-Echterdingen 1998.
  - Ich weiss, dass der Herr Gott ist. Edition Musica Rinata, Ditzingen 2000.
  - Singet Gott, lobsinget seinem Namen. Edition Musica Rinata, Ditzingen 2003.
- Jauchzet dem Herrn. Cornetto-Verlag, Stuttgart 2004.
- Jubilus Bernhardi für SSATB, 4 Violen und B.c., Endter, Nürnberg 1660; Strube Verlag, Berlin 2003.
  - Jesus dulcis memoria.
  - Jesu spes poenitentibus.
  - Jesu dulcedo Cordium.
  - Jesum quaeram in lectulo.
  - Cum Maria Diluculo.
  - Jesu Rex admirabilis.
  - Mane nobiscum Domine.
  - Amor Jesu dulcissimus.
  - Jesum omnes agnoscite.
  - Jesus autor clementiae.
  - Jesus mi bone sentiam.
  - Tua Jesu dilectio.
  - Jesu Decus Angelicum.
  - Amor tuus continuus
  - Jesu summa benignitas
  - O Jesu mi dulcissime.
  - Jesus cum sic diligitur.
  - O beatum incendium.
  - Jesu Flos matris Virginis.
  - Jesu sole serenior.
  - Mi dilecte reverete.
  - Coeli cives occurrite.
  - Rex virtutum.
  - Jesus in pace imperat.
- Missa in F für Sopran, Alt, Tenor, Bass, 2 Violinen und B.c. Cornetto-Verlag, Stuttgart 2003.
- Opus aureum missarum. Bencard, Frankfurt 1670  Faksimile Cornetto-Verlag, Stuttgart.
- Opus musicum. Christoff Gerhard, Nürnberg 1655Faksimile Cornetto-Verlag, Stuttgart.
- Quae fata spes vè fingo?. Cornetto-Verlag, Stuttgart.
- Quis dabit capiti meo aquam. Cornetto-Verlag, Stuttgart 2008.
- Raptus Proserpinae. Oper. Faksimile des Librettos: Cornetto-Verlag, Stuttgart.
- Scelta musicale. Ammon, Frankfurt 1669 Faksimile: Cornetto-Verlag, Stuttgart.
- Sonata in e für Violine und b.c. Neuausgabe: Cornetto-Verlag Stuttgart.
- Surrexit pastor bonus. Edition Musica Poetica, St. Peter-Ording 2008.
- Tafelmusik. Faksimile und Neuausgabe: Cornetto-Verlag. Stuttgart-
- Continuatio der Tafelmusik  Faksimile und Neuausgabe Cornetto-Verlag. Stuttgart-
- Theatrum musicum. Bencard, Würzburg 1669: Faksimile_ Cornetto-Verlag, Stuttgart-
- Willkommen, edles Knäblein. Weihnachtskantate für vier Singstimmen, zwei Violinen, zwei Violen und B.c., Sonat-Verlag Kleinmachnow 2016.
- Zwey Lieder von dem Leyden und Tode Jesu. Christoff Gerhard, Nürnberg 1660; Faksimile: Cornetto-Verlag, Stuttgart.